# اوسوالدو لوئیز پریرا
اوسوالدو لوئیز پریرا (به پرتغالی: Osvaldo Luiz Pereira) مدافع اهل برزیل است که در شهر Bebedouro و در تاریخ ۸ نوامبر ۱۹۸۰ به دنیا آمده‌است.

## افتخارات
• جام روسیه : ۲٠٠۳